# 24 Ore di Zolder
La 24 Ore di Zolder (in olandese 24 uur van Zolder) è una gara endurance annuale che si tiene sul circuito di Zolder in Belgio.
La gara è stata disputata ogni anno a partire dal 1983, con le sole eccezioni del 1988 e del 2020. Nel 1989 vinse per la prima volta una vettura GT, e l'anno successivo la gara entrò a far parte del calendario della BBL Cup, divenuta Carglass Cup nel 1992. La 24 Ore è entrata a far parte del campionato Belcar nel 1997 (per alcuni anni denominato Belgian GT Championship, dal 2010 denominato Belcar Endurance Championship), continuando ad essere l'evento endurance annuale della serie.

## Albo d'oro
| Year | Drivers                                                                           | Team                                | Car                     |
| ---- | --------------------------------------------------------------------------------- | ----------------------------------- | ----------------------- |
| 1977 | Baudoin Corbiau Rudy Frahm Dirk Vermeersch                                        |                                     | Autobianchi A112        |
| 1978 | Philippe Hoebeke Hoebeke Van den Broeck                                           |                                     | BMW 2002                |
| 1979 | Philippe Hoebeke François-Xavier Boucher Roger Bertrand                           |                                     | BMW 2002                |
| 1980 | Jos Reussens Luc Reussens Jos Stolck                                              |                                     | BMW 3                   |
| 1981 | Jos Reussens Luc Reussens Dirk Vermeersch                                         |                                     | BMW 3                   |
| 1982 | Dirk Van Rompuy Marc Flamand Paul Daerden                                         |                                     | Opel Kadett             |
| 1983 | Albert Vanierschot Raymond Raus                                                   |                                     | Renault 5 Turbo         |
| 1984 | Noël van den Eeckhout Rik de Mey "Gustavson"                                      |                                     | BMW 323i                |
| 1985 | Noël van den Eeckhout Patrick Dewulf Bruno Clemens                                |                                     | BMW 320i                |
| 1986 | Patrick Slaus Bernard Bormans Charles Geeraerts                                   |                                     | BMW PSR                 |
| 1987 | Étienne Dumortier Jean-Marie Baert Alain Plash                                    |                                     | Volvo 240 Turbo         |
| 1988 | Non disputato                                                                     | Non disputato                       | Non disputato           |
| 1989 | Philippe de Craene Roger van Peteghem Didier de Puyseleyr                         |                                     | Porsche 911 Carrera     |
| 1990 | Étienne Dumortier Dominique Dumortier Baudoin de Rosee                            | JED2 Racing                         | Volvo 240 Turbo         |
| 1991 | Marc Dries Jean Wiels Kurt Thiers                                                 | ERCO                                | BMW 325VR               |
| 1992 | Michael Beilke Edgar Dören Peter Prosten                                          |                                     | Porsche 911 Carrera     |
| 1993 | Kurt Dujardyn Eddy Maes Arnold Herreman                                           |                                     | Porsche 911 Carrera RS  |
| 1994 | Alfons Taels Vincent Dupont Kurt Thiers                                           | GL Racing Team                      | Porsche 911 Carrera RS  |
| 1995 | Albert Vanierschot Paul Kumpen Georges Cremer                                     | GL Racing Team                      | Porsche 911 RSR         |
| 1996 | Vincent Dupont Erik Bruynoghe Kurt Dujardyn                                       | GL Racing Team                      | Porsche 911 RSR         |
| 1997 | Patrick Huisman Marc Goossens Vincent Vosse                                       | Geert van de Venne                  | Porsche 911 RSR         |
| 1998 | Patrick Huisman Marc Goossens Thierry Boutsen                                     | Geert van de Venne                  | Porsche 911 RSR         |
| 1999 | Jean-François Hemroulle Tim Verbergt Marcel Tarrès                                | VW-Audi Club                        | Audi A4                 |
| 2000 | Stéphane Cohen Anthony Kumpen Marc Duez                                           | GLPK Racing                         | Chrysler Viper GTS-R    |
| 2001 | Albert Vanierschot Freddy van Roey Tim Verbergt                                   | AD Sport                            | Porsche 993 Bi-Turbo    |
| 2002 | Anthony Kumpen Mike Hezemans Bert Longin Vincent Dupont                           | GLPK Racing                         | Chrysler Viper GTS-R    |
| 2003 | Anthony Kumpen Mike Hezemans Bert Longin Vincent Dupont                           | GLPK Racing                         | Chrysler Viper GTS-R    |
| 2004 | Anthony Kumpen Mike Hezemans Bert Longin Pedro Lamy                               | GLPK Racing                         | Chrysler Viper GTS-R    |
| 2005 | Marc Goossens David Hart Guy Verheyen Jan Heylen                                  | SRT                                 | Chevrolet Corvette C5-R |
| 2006 | David Hart Marc Duez Maxime Soulet Tom Cloet                                      | SRT                                 | Chevrolet Corvette C5-R |
| 2007 | Guillaume Dumarey Maxime Soulet Marc Goossens Maxime Dumarey                      | GPR Racing                          | Porsche 997 GT3 Cup     |
| 2008 | Bart Couwberghs Ruben Maes Heinz Bonnaerens Ward Sluys                            | GPR Racing                          | Porsche 997 GT3 Cup S   |
| 2009 | Rudi Penders Franz Lamot David Loix Louis Machiels                                | ProSpeed Competition                | Porsche 911 GT3 RS      |
| 2010 | Bert Longin Anthony Kumpen Frank Beliën Henk Haane                                | First Motorsport                    | Porsche 997 GT3 Cup     |
| 2011 | Bert Longin François Verbist Enzo Ide Xavier Maassen                              | W Racing Team                       | Audi R8 LMS             |
| 2012 | Laurens Vanthoor Anthony Kumpen Marco Bonanomi Edward Sandström                   | W Racing Team                       | Audi R8 LMS             |
| 2013 | Dylan Derdaele Kenneth Heyer Bert Redant Frank Thiers Kuba Giermaziak             | Belgium Racing                      | Porsche 997 GT3 Cup     |
| 2014 | Dylan Derdaele Kenneth Heyer Peter Hoevenaars Frank Thiers                        | Belgium Racing                      | Porsche 997 Cup         |
| 2015 | Dylan Derdaele Kenneth Heyer Peter Hoevenaars Marc Goossens                       | Belgium Racing                      | Porsche 991 Cup         |
| 2016 | Dylan Derdaele Kenneth Heyer Peter Hoevenaars Yannick Hoogaars Marc Goossens      | Belgium Racing                      | Porsche 991 Cup         |
| 2017 | Christoff Corten Jeffrey van Hooydonk Gilles Magnus Hans Thiers Frank Thiers      | Scuderia Monza by DVB Racing        | Norma M20-FC            |
| 2018 | Christian Engelhart Lieven Goegebuer Niels Lagrange Xavier Stevens Dries Vanthoor | Independent Motorsports             | Porsche 991 Cup         |
| 2019 | Christoff Corten Bert Longin Stienes Longin Giorgio Maggi                         | Krafft Racing                       | Norma M20-FC            |
| 2020 | Non disputato                                                                     | Non disputato                       | Non disputato           |
| 2021 | Jeffrey van Hooydonk Gilles Magnus Hans Thiers Frank Thiers Alon Day              | Russell Racing by PK                | Norma M20-FC            |
| 2022 | Bert Longin Stienes Longin Peter Guelinckx Nicolas Saelens Dries Vanthoor         | PK Carsport                         | Audi R8 LMS GT2         |
| 2023 | Glenn Van Parijs Nicolas Saelens Nico Verdonck Rodrigue Gillion Thomas Laurent    | August by NGT                       | Porsche 992 GT3 Cup     |
| 2024 | Bertrand Baguette Benjamin Paque Kobe Pauwels Glenn Van Parijs Robin Knutsson     | D'Ieteren Luxury Performance by NGT | Porsche 992 GT3 Cup     |